# NN-154
La carretera NN‑154 es una vía departamental secundaria ubicada en el municipio de Managua. Conecta la zona oriental de la ciudad, desde la Pista El Mayoreo, con el empalme Cuesta de Los Mártires, al sureste, sirviendo como enlace importante entre áreas urbanas e industriales de la capital.

## Trazado y cruces
| km  | Localidad / Punto                | Departamento | Conexión / Ruta         |
| --- | -------------------------------- | ------------ | ----------------------- |
| 0,0 | Pista El Mayoreo                 | Managua      | NIC 12                  |
| 3,5 | Barrio Villa José Benito Escobar | Managua      | Calle local             |
| 5,2 | Zona Industrial                  | Managua      | Calle interna de acceso |
| 7,1 | Empalme Cuesta de Los Mártires   | Managua      | NN 153                  |

## Coordenadas
Uno de los tramos de la NN‑154 puede ser encontrado en las coordenadas: 12°08′01″N 86°12′14″O / 12.1335, -86.2038